# Daillens
Daillens es una comuna de Suiza perteneciente al distrito de Gros-de-Vaud del cantón de Vaud.
En 2018 tenía una población de 1027 habitantes.
Se conoce la existencia de la localidad desde la Alta Edad Media, albergando en su territorio una importante necrópolis de la época. La primera mención documental del pueblo data del año 964, cuando aparece con la expresión "in villa Dallingis". Era un área rústica repartida entre varios propietarios, hasta que en 1766 se formó aquí un señorío. En la Edad Moderna formó junto a Bettens una castellanía dependiente del bailiazgo de Morges. Hasta la reforma territorial de 2007 formaba parte del distrito de Cossonay.
Se ubica junto al río Venoge, unos 5 km al noroeste de la capital cantonal Lausana sobre la carretera E23 que lleva a Nancy.